# Carlos Alberto O'Donell
Carlos Alberto O'Donell (Buenos Aires, 11 de octubre de 1912 - San Miguel de Tucumán, 14 de febrero de 1954) fue un botánico argentino.
Obtiene su bachillerato en el "Colegio Nacional Manuel Belgrano", y de farmacéutico en la Universidad de Buenos Aires, en 1937. Entre ese año y su deceso, trabajó en el "Instituto Lillo de Tucumán.
Entre artículos de Anatomía vegetal y de Farmacia Botánica, publicó más de treinta notas científicas, con especial énfasis en las convolvuláceas.

## Algunas publicaciones
- horacio r. Descole, carlos a. O'Donell, alicia Lourteig. 1940. Revisión de las zigofiláceas argentinas. Lilloa 5 (2): 257-352

- carlos a. O'Donell. 1939. La botánica en el Brasil: Comunicación presentada al ateneo del Inst. Miguel Lillo, en la sesión del día 23 de nov. de 1938. Editor	Laghi, 14 pp.

## Honores
En su honor se nombra al género:
- Donellia[1] K.R.Robertson 1982

- La abreviatura «O'Donell» se emplea para indicar a Carlos Alberto O'Donell como autoridad en la descripción y clasificación científica de los vegetales.[2]